# Жени (роман на Буковски)
„Жени“ е роман от Чарлс Буковски от 1978 г., с участието на неговия полуавтобиографичен герой Хенри Чинаски. За разлика от Factotum, Поща и Шунка върху ръж, „Жени“ е съсредоточен върху по-късния живот на Чинаски, като известен поет и писател, а не като неудачник в безизходица. В него обаче има същата постоянна въртележка на жени, с които Чинаски намира само временно удовлетворение..

## Сюжет
Жени се фокусират върху многото недоволства на Чинаски покрай сблъсъка му с всяка нова жена. Една от жените, представени в книгата, е персонаж на име Лидия Ванс; тя е базирана на някогашната приятелка на Буковски, скулпторката и от време на време поетеса – Линда Кинг. Друг централен женски образ в книгата е наречен „Таня“, която е описана като „малко момиченце-дете“ и приятелка писателка на Чинаски. Те имат любовна афера по време на един уикенд. Реалният прототип на този персонаж пише и самоиздава книга за авантюрата, озаглавена „Отнасяйки моят герой“ под псевдонима Амбър Онийл. Разореният народен певец „Дънки Самърс“ е базиран на Боб Линд.
В книгата псевдонимът на Чинаски е Ханк, който е и един от прякорите на Буковски.

## Корица
Самият Буковски рисува картината на жената използвана за корицата на книгата.

## Издаване
Книгата е публикувана едновременно в Австралия от Уайлд и Уоли, които купуват парче от първия тираж на Black Sparrow Press.

## Адаптация
Към 1996 г. има планирана екранизация на Жени, която никога не се осъществява. Сценаристът, продуцент и продуктов дизайнер Поли Плат адаптира сценария. През 2010-та има нов опит за екранизация; Джеймс Франко, Дон Джон и Волтич Пикчърс работят по нов сценарий написан от Итън Фърман.  До към май 2019 г. не е ясно дали този проект е творчески свързан с версията от 90-те и дали филмът ще бъде завършен и разпространен.

## Влияния
На въпроса за любимия си автор, Чинаски отговаря: „Фанти“. Джон Фанти оказва голямо влияние върху Буковски. През 1980 г. той написва увода за преиздаването на романа на Фанти от 1939 г. „Попитай праха“. Също така в „Секс до дупка“, главният герой Ханк Муди (Ханк е прякор на Буковски) също е вдъхновен от историята.